# Operatori in C e C++
Questa è una lista degli operatori nei linguaggi di programmazione C e C++. Tutti gli operatori seguenti sono implementabili in quest'ultimo linguaggio, mentre invece altri non lo sono in C, come nel caso degli operatori di conversione di tipo (casting), ossia const_cast, static_cast, dynamic_cast, e reinterpret_cast.
Molti degli operatori disponibili in C e C++ sono implementabili pure in altri linguaggi della cosiddetta “famiglia C”, quali C#, D, ma anche Java, Perl e PHP, mantenendo le medesime caratteristiche mostrate (arietà, posizione e associatività).

## Sintassi degli operatori
Nelle tabelle seguenti, a, b e c rappresentano valori validi qualsiasi (literals, valori da variabili, oppure return value) o, in alcuni casi specifici, nomi di oggetti o lvalues. R, S e T indicano qualsiasi tipo, mentre K indica un tipo di classe o un tipo enum. 

### Operatori aritmetici
Tutti gli operatori aritmetici esistono sia in C e C++ e possono essere, come già indicato, sovraccaricati solo in C++.
| Nome operatore  | Nome operatore  | Sintassi | Esempi di implementazione in C++                                                                                         | Esempi di implementazione in C++ |
| Nome operatore  | Nome operatore  | Sintassi | Come membro della classe K                                                                                               | Fuori dalla classe               |
| --------------- | --------------- | -------- | --- | -------------------------------- |
| Addizione       | Addizione       | a+b      | R K::operator +(S b); | R operator +(K a, S b);          |
| Sottrazione     | Sottrazione     | a-b      | R K::operator -(S b); | R operator -(K a, S b);          |
| Unario più      | Unario più      | +a       | R K::operator +(); | R operator +(K a);               |
| Unario meno     | Unario meno     | -a       | R K::operator -(); | R operator -(K a);               |
| Moltiplicazione | Moltiplicazione | a * b    | R K::operator *(S b); | R operator *(K a, S b);          |
| Divisione       | Divisione       | a / b    | R K::operator /(S b); | R operator /(K a, S b);          |
| Modulo          | Modulo          | a % b    | R K::operator %(S b); | R operator %(K a, S b);          |
| Incremento      | Prefisso        | ++a      | R& K::operator ++(); | R& operator ++(K& a);            |
| Incremento      | Postfisso       | a++      | R K::operator ++(int);                                                                                                   | R operator ++(K& a, int);        |
| Incremento      | Postfisso       | a++      | Il C++ utilizza il parametro fittizio senza nome int per differenziare gli operatori di incremento prefisso e postfisso. |                                  |
| Decremento      | Prefisso        | --a      | R& K::operator --(); | R& operator --(K& a);            |
| Decremento      | Postfisso       | a--      | R K::operator --(int);                                                                                                   | R operator --(K& a, int);        |
| Decremento      | Postfisso       | a--      | Il C++ utilizza il parametro fittizio senza nome int per differenziare gli operatori di incremento prefisso e postfisso. |                                  |

### Operatori relazionali
Tutti gli operatori di confronto possono essere sovraccaricati solo in C++. Dal C++20, l'operatore di disuguaglianza viene generato automaticamente se viene definito operator== e tutti e quattro gli operatori relazionali vengono generati automaticamente se viene definito operator<=>.
| Nome operatore      | Sintassi | Incluso in C | Esempi di implementazione in C++       | Esempi di implementazione in C++          |
| Nome operatore      | Sintassi | Incluso in C | Come membro della classe K             | Fuori dalla classe                        |
| ------------------- | -------- | ------------ | -------------------------------------- | ----------------------------------------- |
| Uguale              | a = b    | Sì           | bool K::operator ==(S const& b) const; | bool operator ==(K const& a, S const& b); |
| Diverso             | a != b   | Sì           | bool K::operator !=(S const& b) const; | bool operator !=(K const& a, S const& b); |
| Maggiore di         | a > b    | Sì           | bool K::operator >(S const& b) const;  | bool operator >(K const& a, S const& b);  |
| Minore di           | a < b    | Sì           | bool K::operator <(S const& b) const;  | bool operator <(K const& a, S const& b);  |
| Maggiore o uguale a | a >= b   | Sì           | bool K::operator >=(S const& b) const; | bool operator >=(K const& a, S const& b); |
| Minore o uguale a   | a <= b   | Sì           | bool K::operator <=(S const& b) const; | bool operator <=(K const& a, S const& b); |

### Operatori logici (o booleani)
Tutti gli operatori logici (o booleani) sono esistenti sia in C che in C++ e possono essere chiaramente sovraccaricati solo in quest'ultimo linguaggio di programmazione. 
Nonostante la possibilità di sovraccarico in C++, tale operazione è sconsigliata con AND logico e OR logico sia sconsigliato perché, come operatori sovraccaricati, si comporterebbero come normali chiamate di funzione, il che significa che entrambi i loro operandi verrebbero valutati, perdendo di conseguenza la loro importante valutazione di McCarthy. 
| Nome dell'operatore | Sintassi | Esempi di implementazione in C++ | Esempi di implementazione in C++ |
| Nome dell'operatore | Sintassi | Come membro della classe K       | Fuori dalla classe               |
| ------------------- | -------- | -------------------------------- | -------------------------------- |
| NOT logico          | ! a      | bool K::operator !();            | bool operator !(K a);            |
| AND logico          | a && b   | bool K::operator &&(S b);        | bool operator &&(K a, S b);      |
| OR logico           | a \|\| b | bool K::operator \|\|(S b);      | bool operator \|\|(K a, S b);    |

### Operatori bit a bit
Tutti gli operatori bit a bit (o di manipolazione dei bit) esistono sia C che C++ e possono essere sovraccaricati soltanto nel linguaggio inventato da Bjarne Stroustrup.
| Nome dell'operatore                           | Sintassi | Esempi di implementazione in C++ | Esempi di implementazione in C++ |
| Nome dell'operatore                           | Sintassi | Come membro della classe K       | Fuori dalla classe               |
| --------------------------------------------- | -------- | -------------------------------- | -------------------------------- |
| Complemento a uno (inversione di tutti i bit) | ~a       | R K::operator ~();               | R operator ~(K a);               |
| AND bit a bit                                 | a & b    | R K::operator &(S b);            | R operator &(K a, S b);          |
| OR inclusivo bit a bit                        | a \| b   | R K::operator \|(S b);           | R operator \|(K a, S b);         |
| OR esclusivo bit a bit (OR exclusive, XOR)    | a ^ b    | R K::operator ^(S b);            | R operator ^(K a, S b);          |
| Spostamento di tutti i bit verso sinistra     | a << b   | R K::operator <<(S b);           | R operator <<(K a, S b);         |
| Spostamento di tutti i bit verso destra       | a >> b   | R K::operator >>(S b);           | R operator >>(K a, S b);         |

### Operatori ed espressioni di assegnamento
Tutti gli operatori e le espressioni di assegnamento sono esistenti sia in C che in C++ e possono essere chiaramente sovraccaricate solo in quest'ultimo linguaggio di programmazione.
Per gli operatori indicati, la semantica dell'espressione di assegnazione combinata incorporata a ⊚= b è equivalente a a = a ⊚ b, eccetto per il fatto che a viene valutata una sola volta.
| Tipologia assegnamento               | Sintassi | Esempi di implementazione in C++ | Esempi di implementazione in C++ |
| Tipologia assegnamento               | Sintassi | Come membro della classe K       | Fuori dalla classe               |
| ------------------------------------ | -------- | -------------------------------- | -------------------------------- |
| Espressione semplice di assegnamento | a = b    | R& K::operator =(S b);           | N.D.                             |
| Assegnamenti composti                | a += b   | R& K::operator +=(S b);          | R& operator +=(K& a, S b);       |
| Assegnamenti composti                | a -= b   | R& K::operator -=(S b);          | R& operator -=(K& a, S b);       |
| Assegnamenti composti                | a *= b   | R& K::operator *=(S b);          | R& operator *=(K& a, S b);       |
| Assegnamenti composti                | a /= b   | R& K::operator /=(S b);          | R& operator /=(K& a, S b);       |
| Assegnamenti composti                | a %= b   | R& K::operator %=(S b);          | R& operator %=(K& a, S b);       |
| Assegnamenti composti                | a &= b   | R& K::operator &=(S b);          | R& operator &=(K& a, S b);       |
| Assegnamenti composti                | a \|= b  | R& K::operator \|=(S b);         | R& operator \|=(K& a, S b);      |
| Assegnamenti composti                | a ^= b   | R& K::operator ^=(S b);          | R& operator ^=(K& a, S b);       |
| Assegnamenti composti                | a <<= b  | R& K::operator <<=(S b);         | R& operator <<=(K& a, S b);      |
| Assegnamenti composti                | a >>= b  | R& K::operator >>=(S b);         | R& operator >>=(K& a, S b);      |

### Operatori membro e puntatore
| Nome operatore                                     | Sintassi | Ammette overload (sovraccarico) in C++ | Implementabile in C | Esempi di implementazione in C++                                    | Esempi di implementazione in C++ |
| Nome operatore                                     | Sintassi | Ammette overload (sovraccarico) in C++ | Implementabile in C | Come membro della classe K                                          | Fuori dalla classe               |
| -------------------------------------------------- | -------- | -------------------------------------- | ------------------- | ------------------------------------------------------------------- | -------------------------------- |
| Indicizzazione                                     | a[b]     | Sì                                     | Sì                  | R& K::operator [](S b); R& K::operator [](S b, ...); // since C++23 | N.D.                             |
| Deferenziazione                                    | *a       | Sì                                     | Sì                  | R& K::operator *();                                                 | R& operator *(K a);              |
| Indirizzo                                          | &a       | Sì                                     | Sì                  | R* K::operator &();                                                 | R* operator &(K a);              |
| Deferenziazione e selezione                        | a->b     | Sì                                     | Sì                  | R* K::operator ->();                                                | N.D.                             |
| Selezione (object.member)                          | a.b      | No                                     | Sì                  | N.D.                                                                | N.D.                             |
| Deferenziazione e selezione con puntatore a membro | a->*b    | Sì                                     | No                  | R& K::operator ->*(S b);                                            | R& operator ->*(K a, S b);       |
| Selezione con puntatore a membro                   | a.*b     | No                                     | No                  | N.D.                                                                | N.D.                             |

### Altri operatori
| Nome operatore                           | Sintassi            | Ammette overload (sovraccarico) in C++ | Implementabile in C | Esempi di implementazione in C++                       | Esempi di implementazione in C++ |
| Nome operatore                           | Sintassi            | Ammette overload (sovraccarico) in C++ | Implementabile in C | Come membro della classe K                             | Fuori dalla classe               |
| ---------------------------------------- | ------------------- | -------------------------------------- | ------------------- | ------------------------------------------------------ | -------------------------------- |
| Chiamata di funzione                     | a(a1, a2)           | Sì                                     | Sì                  | R K::operator ()(S a, T b, ...);                       |                                  |
| Virgola                                  | a, b                | Sì                                     | Sì                  | R K::operator ,(S b);                                  | R operator ,(K a, S b);          |
| Espressione condizionale                 | a ? b : c           | No                                     | Sì                  | N.D.                                                   | N.D.                             |
| Risolutore di visibilità                 | a::b                | No                                     | No                  | N.D.                                                   | N.D.                             |
| Dimensione di oggetto o di tipo (sizeof) | sizeof a sizeof (R) | No                                     | Sì                  | N.D.                                                   | N.D.                             |
| Conversione di tipo static_cast          | static_cast<R>(a)   | Sì                                     | No                  | K::operator R(); explicit K::operator R(); since C++11 | N.D.                             |
| Conversione const const_cast             | const_cast<R>(a)    | No                                     | No                  | N.D.                                                   | N.D.                             |
| Allocazione                              | new R               | Sì                                     | No                  | void* K::operator new(size_t x);                       | void* operator new(size_t x);    |
| Allocazione di array                     | new R[n]            | Sì                                     | No                  | void* K::operator new[](size_t a);                     | void* operator new[](size_t a);  |
| Deallocazione                            | delete a            | Sì                                     | No                  | void K::operator delete(void* a);                      | void operator delete(void* a);   |
| Deallocazione di array                   | delete[] a          | Sì                                     | No                  | void K::operator delete[](void* a);                    | void operator delete[](void* a); |

## Overloading degli operatori
C++ possiede molti operatori già predefiniti in grado di operare su vari tipi di dato, perciò si può parlare di “operatori già sovraccaricati”. Per esempio l’operatore + può essere implementato per sommare sia due variabili di tipo int (interi), sia due variabili di tipo float o double (variabili a virgola mobile).
Oltre a quando detto in precedenza, il programmatore può anche “estendere” l’operatività di ciascuno di essi; per esempio operandi complessi definiti con le classi, si potrebbero trattare anche come se fossero dati semplici.
In C++ è possibile sovraccaricare tutti gli operatori predefiniti, con l’eccezione su accesso al membro (.), indirezione di accesso al membro (.*) e risoluzione di ambito (::).
Nel caso degli operatori, il numero degli operandi e la priorità dell’operatore sovraccaricato sono le stesse dell’operatore predefinito, mentre il nuovo operatore può essere definito come una funzione membro oppure come una funzione friend (funzione amica).

## Proprietà degli operatori
Ogni operatore possiede delle proprietà, in modo tale da permettere l'interpretazione univoca del significato di ogni singola espressione. Gli esempi che seguono sono tutti applicabili al linguaggio C++ e, a seconda dei casi, anche al C.

### Posizione
Un operatore può precedere gli operandi (o argomenti), seguirli oppure né precederli né seguirli. In questi casi parleremo rispettivamente di operatori prefissi, postfissi oppure infissi. 

### Numero di operandi
Ogni operatore può avere un numero diverso di operandi (arietà). 
```
a
[
b
]

```

Nel caso riportato, l'operatore di indicizzazione possiede due operandi, ossia le parentesi quadre. L'arietà può essere anche di tre operandi, come nel caso degli operatori condizionali, riportato di seguito:
```
e1
 
?
 
e2
 
:
 
e3

```

### Precedenza degli operatori
Ogni operatore possiede una propria precedenza, rappresentata attraverso un numero naturale tra 1 e 18 in ordine decrescente, dove più è piccolo il numero, maggiore sarà la priorità; per esempio un operatore con priorità 1 avrà maggiore priorità su un operatore con priorità 13.  

Nell'esempio che segue è possibile osservare una semplice applicazione pratica delle precedenze: 
```
#include
 
<iostream>

using
 
namespace
 
std
;

int
 
main
 
()
 
{

int
 
a
 
=
 
5
;

int
 
b
 
=
 
6
;

int
 
c
 
=
 
8
;

int
 
op
 
=
 
a
+
b
*
c
;

cout
 
<<
 
op
 
<<
 
endl
;
 
// Stampa a schermo

return
 
0
;

}

```

L'operatore moltiplicazione (*) possiede priorità 5, mentre l'operatore addizione (+) possiede priorità 6; pertanto il risultato a schermo sarà 53 e non 19.  

### Associatività degli operatori
L'associatività indica l'ordine in cui vengono eseguiti gli operatori aventi la stessa priorità tra loro. Viene riportato un semplice esempio con gli operatori di divisione (priorità 5).   
```
#include
 
<iostream>

using
 
namespace
 
std
;

int
 
main
 
(){

        
float
 
a
 
=
 
5.0
;

        
float
 
b
 
=
 
6.0
;

        
float
 
c
 
=
 
8.0
;

        
float
 
div
 
=
 
a
/
b
/
c
;

        
cout
 
<<
 
div
 
<<
 
endl
;
 
// Stampa a schermo

        
return
 
0
;

}

```

Nell'esempio precedente la stampa a schermo sarà 0.104167 perché l'operatore di divisione segue associatività a sinistra e, quindi, il calcolatore avrà eseguito la seguente equazione: {\displaystyle div={(a/b) \over c}}. 

### Tabella delle precedenze e delle associatività
Nella tabella seguente sono elencati gli operatori di C e C++ in ordine di priorità con le loro rispettive associatività. Essi sono sempre implementabili su C++, mentre, quelli appositamente indicati nella penultima colonna da sinistra, non lo sono in C.
| Priorità             | Operatore                                     | Nome                                               | Implementabile in C | Associatività |
| -------------------- | --------------------------------------------- | -------------------------------------------------- | ------------------- | ------------- |
| 1 (priorità massima) | class-name :: member namespace-name :: member | Risolutore di visibilità                           | No                  | sinistra      |
| 1 (priorità massima) | :: member                                     | Risolutore globale di visibilità                   | No                  | destra        |
| 2                    | object . member                               | Selezione                                          | Sì                  | sinistra      |
| 2                    | pointer -> member                             | Deferenziazione e selezione                        | Sì                  | sinistra      |
| 2                    | array[ rvalue ]                               | Indicizzazione                                     | Sì                  | sinistra      |
| 2                    | function ( actual-argument-list )             | Chiamata di funzione                               | Sì                  | sinistra      |
| 2                    | lvalue ++                                     | Postincremento                                     | Sì                  | destra        |
| 2                    | lvalue --                                     | Postdecremento                                     | Sì                  | destra        |
| 2                    | static_cast type<rvalue>                      | Conversione di tipo                                | No                  | sinistra      |
| 2                    | const_cast type<rvalue>                       | Conversione const                                  | No                  | sinistra      |
| 3                    | sizeof object sizeof (type)                   | Dimensione di oggetto di tipo                      | Sì                  | destra        |
| 3                    | ++ lvalue                                     | Preincremento                                      | Sì                  | destra        |
| 3                    | -- lvalue                                     | Predecremento                                      | Sì                  | destra        |
| 3                    | ~ rvalue                                      | Complemento bit a bit                              | Sì                  | destra        |
| 3                    | ! rvalue                                      | Negazione                                          | Sì                  | destra        |
| 3                    | - rvalue                                      | Meno unitario                                      | Sì                  | destra        |
| 3                    | + rvalue                                      | Più unitario                                       | Sì                  | destra        |
| 3                    | & rvalue                                      | Indirizzo                                          | Sì                  | destra        |
| 3                    | * rvalue                                      | Deferenziazione                                    | Sì                  | destra        |
| 3                    | new type                                      | Allocazione                                        | No                  | destra        |
| 3                    | new type[]                                    | Allocazione di array                               | No                  | destra        |
| 3                    | delete pointer                                | Deallocazione                                      | No                  | destra        |
| 3                    | delete[] pointer                              | Deallocazione di array                             | No                  | destra        |
| 4                    | object .* pointer-to-member                   | Selezione con puntatore a membro                   | No                  | sinistra      |
| 4                    | pointer ->* pointer-to-member                 | Deferenziazione e selezione con puntatore a membro | No                  | sinistra      |
| 5                    | rvalue * rvalue                               | Moltiplicazione                                    | Sì                  | sinistra      |
| 5                    | rvalue / rvalue                               | Divisione                                          | Sì                  | sinistra      |
| 5                    | rvalue % rvalue                               | Modulo                                             | Sì                  | sinistra      |
| 6                    | rvalue + rvalue                               | Addizione                                          | Sì                  | sinistra      |
| 6                    | rvalue - rvalue                               | Sottrazione                                        | Sì                  | sinistra      |
| 7                    | rvalue << rvalue                              | Traslazione sinistra                               | Sì                  | sinistra      |
| 7                    | rvalue >> rvalue                              | Traslazione destra                                 | Sì                  | sinistra      |
| 8                    | rvalue < rvalue                               | Minore                                             | Sì                  | sinistra      |
| 8                    | rvalue <= rvalue                              | Minore o uguale                                    | Sì                  | sinistra      |
| 8                    | rvalue > rvalue                               | Maggiore                                           | Sì                  | sinistra      |
| 8                    | rvalue >= rvalue                              | Maggiore o uguale                                  | Sì                  | sinistra      |
| 9                    | rvalue == rvalue                              | Uguale                                             | Sì                  | sinistra      |
| 9                    | rvalue != rvalue                              | Diverso                                            | Sì                  | sinistra      |
| 10                   | rvalue & rvalue                               | AND bit a bit                                      | Sì                  | sinistra      |
| 11                   | rvalue ^ rvalue                               | OR esclusivo bit a bit                             | Sì                  | sinistra      |
| 12                   | rvalue \| rvalue                              | OR bit a bit                                       | Sì                  | sinistra      |
| 13                   | rvalue && rvalue                              | AND logico                                         | Sì                  | sinistra      |
| 14                   | rvalue \|\| rvalue                            | OR logico                                          | Sì                  | sinistra      |
| 15                   | co_await co_yield                             | Coroutine                                          | No                  | destra        |
| 16                   | rvalue ? rvalue : rvalue                      | Espressione condizionale                           | Sì                  | sinistra      |
| 17                   | lvalue = rvalue                               | Assegnamento                                       | Sì                  | destra        |
| 17                   | lvalue += rvalue                              | Addizione e assegnamento                           | Sì                  | destra        |
| 17                   | lvalue -= rvalue                              | Sottrazione e assegnamento                         | Sì                  | destra        |
| 17                   | lvalue *= rvalue                              | Moltiplicazione e assegnamento                     | Sì                  | destra        |
| 17                   | lvalue /= rvalue                              | Divisione e assegnamento                           | Sì                  | destra        |
| 17                   | lvalue %= rvalue                              | Modulo e assegnamento                              | Sì                  | destra        |
| 17                   | lvalue &= rvalue                              | AND bit a bit e assegnamento                       | Sì                  | destra        |
| 17                   | lvalue \|= rvalue                             | OR bit a bit e assegnamento                        | Sì                  | destra        |
| 17                   | lvalue ^= rvalue                              | OR esclusivo bit a bit e assegnamento              | Sì                  | destra        |
| 17                   | lvalue <<= rvalue                             | Traslazione a sinistra e assegnamento              | Sì                  | destra        |
| 17                   | lvalue =>> rvalue                             | Traslazione a destra e assegnamento                | No                  | destra        |
| 18 (priorità minima) | expression , expression                       | Virgola                                            | Sì                  | sinistra      |

### Critiche sulle precedenze degli operatori
La precedenza degli operatori logici bitwise è stata al centro di numerose critiche, poiché concettualmente, & e | sono operatori aritmetici come * e +.
Per esempio, l'espressione a & b == 7 viene sintatticamente analizzata come a & (b == 7), mentre l'espressione a + b == 7 viene analizzata come (a + b) == 7. Ciò richiede l'uso delle parentesi più spesso di quanto sarebbe altrimenti necessario.
Storicamente, non esisteva una distinzione sintattica tra gli operatori bit a bit e quelli logici. Nei linguaggi BCPL, B e nelle prime versioni di C, gli operatori && e || non esistevano proprio; invece, & | aveva un significato diverso a seconda che venisse usato in un “contesto di valore di verità” (cioè quando ci si aspettava il ritorno di un valore booleano, come in if (a==b & c) {...} e si comportava come un operatore logico, ma in c = a & b si comportava invece come un operatore bit a bit). 
La sintassi attuale è stata mantenuta soltanto per consentire la retrocompatibilità con le installazioni già esistenti.
Peraltro, in C++ (e nelle versioni successive di C) le operazioni di uguaglianza, con l'eccezione dell'operatore di confronto logico a tre, producono valori di tipo bool che sono concettualmente un singolo bit (1 o 0) e come tali non appartengono propriamente alle operazioni bit a bit.

## Sinonimi in C++
C++ definisce una serie di keywords che possono essere implementate come sinonimi rispetto agli operatori; tali definizioni non sono assolutamente implementabili nel linguaggio C. 
| Keyword | Operator |
| ------- | -------- |
| and     | &&       |
| and_eq  | &=       |
| bitand  | &        |
| bitor   | \|       |
| compl   | ~        |
| not     | !        |
| not_eq  | !=       |
| or      | \|\|     |
| or_eq   | \|=      |
| xor     | ^        |
| xor_eq  | ^=       |

Questi possono essere utilizzati esattamente come sostituti dei rispettivi simboli di punteggiatura; ciò significa, per esempio, che le espressioni (a > 0 AND NOT flag) e (a > 0 && flag) avranno un significato assolutamente identico. 